# Nokia Lumia 625
Nokia Lumia 625 - смартфон в серии Lumia производства финской компании Nokia, представленный в июле 2013 года на конференции в Нью-Йорке вместе с моделью Lumia 1020. Он работает под управлением операционной системы Windows Phone 8.

## Технические характеристики

### Камера
В Lumia 625 используется оптика Nokia с 1/4-дюймовым 5-мегапиксельным сенсором, диафрагмой f/2,4, автофокусом и светодиодной вспышкой. Камера управляется двухступенчатым спуском затвора, а также имеет 4-кратный цифровой зум. Разрешение сделанных фотографий составляет 2592 на 1936 пикселей. Видеоролики, записанные с помощью этого телефона, имеют качество 1080p (Full HD).

### Внешний вид
Телефон изготовлен из поликарбоната, а также закаленного стекла, под которым находится экран. Динамик для звонков, датчик приближения, датчик освещенности, фронтальная камера расположены над дисплеем. Под ним расположены три емкостные кнопки, типичные для Windows Phone: назад, пуск и поиск. Левый край корпуса лишен каких-либо функциональных элементов. На правой стороне расположена клавиша регулировки громкости, кнопка блокировки экрана (включения/выключения) и двухпозиционная кнопка спуска затвора, а в нижней части корпуса находится порт micro-USB. Разъем mini-jack расположен на верхней грани. На задней панели телефона установлены цифровая камера, светодиодный индикатор и динамик.

### Компоненты
Устройство оснащено двухъядерным процессором Qualcomm Snapdragon S4 с тактовой частотой 1,2 ГГц. Объем памяти, доступный пользователю, составляет около 8 ГБ (расширяется с помощью карты micro-SD объемом до 64 ГБ), а также бесплатное облачное хранилище объемом 7 ГБ, оперативной памяти 512 МБ.  Диагональ экрана этого телефона составляет 4,7 дюйма. Он изготовлен по технологии IPS LCD с использованием фирменной функции управления в перчатках. Его разрешение составляет 480 на 800 пикселей. Смартфон оснащен модулями Bluetooth и Wi-Fi. Он также поддерживает связь 4G. Используемый литий-ионный аккумулятор имеет емкость 2000 мАч.

## Программное обеспечение
Nokia Lumia 625 работает под управлением Microsoft Windows Phone 8 с Lumia Black, после обновления на Windows Phone 8.1 с Lumia Cyan.